# Huntington Center (Columbus)
Pour les articles homonymes, voir Huntington Center.
Le Huntington Center est un gratte-ciel de 156 mètres de hauteur construit à Columbus aux États-Unis en 1984 dans un style post-moderne.
En 2024 c'était l'un des plus hauts gratte-ciel de la ville.
Le hall (lobby) fait 9 étages de hauteur.
Les deux principales façades sont recouvertes de granite.
Le bâtiment fut conçu par l'agence américaine d'architectes Skidmore, Owings and Merrill (SOM), basée à Chicago.